# Конституционный суд Боснии и Герцеговины
Конституцио́нный суд Бо́снии и Герцегови́ны (босн. и хорв. Ustavni sud Bosne i Hercegovine, серб. Уставни суд Босне и Херцеговине) — специализированный высший орган конституционного контроля в Боснии и Герцеговине. Является высшей инстанцией по отношению ко всем остальным судам, поскольку имеет право пересматривать их решения, если они противоречат конституции.

## История
Конституционный суд Боснии и Герцеговины впервые был создан 15 февраля 1964 года в соответствии с Конституцией СФРЮ 1963 года. Наравне с ним также существовал федеральный Конституционный суд Югославии. 
Деятельность суда заключалась, главным образом, в осуществлении абстрактного нормоконтроля на уровне республики (субъекта федерации). Он принимал решения относительно соответствия законов республики конституции, а также проверял конституционность и законность иных правовых актов. Также суд был призван разрешать споры между республикой и остальными политико-территориальными единицами в составе федерации, в частности конфликты юрисдикции между судами и другими органами политико-территориальных единиц. 
После распада Югославии и войны роль и компетенция Конституционного суда была пересмотрена в Дейтонских соглашениях (Приложение IV — Конституция Боснии и Герцеговины, Статья VI).
В июне 2023 года парламент Республики Сербской принял решение о приостановке исполнения решений Конституционного суда Боснии и Герцеговины на территории республики.

## Состав
Конституционный суд формируется при участии парламентов государственных образований Боснии и Герцеговины и международного сообщества, он состоит из девяти членов. Из них четыре члена избираются Парламентом Федерации Боснии и Герцеговины и два — Народной Скупщиной Республики Сербской. Оставшиеся три члена назначаются Председателем Европейского суда по правам человека после проведения соответствующих консультаций с Президиумом. При этом они не могут быть из числа граждан Боснии и Герцеговины или граничащих с ней соседних государств.
Первоначальный состав судей действовал в течение пяти лет, последующие судьи осуществляют свои полномочия пожизненно и уходят в отставку по достижении 70 лет.

### Председатели суда
Председатели периода вхождения Боснии и Герцеговины в состав СФРЮ (1964—1992 гг.)
- 1964—1971 — Слободан Марьянович[2]
- 1971—1979 — Богомир Брайкович
- 1980—1984 — Джюро Векич
- 1984—1986 — Славойка Тодорович
- 1988—1989 — Перо Криян
- 1990—1992 — Касим Трнка

Председатели периода независимости Боснии и Герцеговины (с 1992 года)
- 1992—1997 — Исмет Даутбашич

В 1997 году Конституционный суд Боснии и Герцеговины был реформирован на основе Дейтонского соглашения.
- 1997—1999 — Мирко Зовко
- 1999—2001 — Касим Бегич[босн.]
- 2001—2002 — Снежана Савич[серб.]
- 2003—2006 — Мато Тадич[англ.]
- 2006—2008 — Хатиджа Хаджиосманович[англ.]
- 2008—2009 — Сеада Палаврич
- 2009—2012 — Миодраг Симович[англ.]
- 2012—2015 — Валерия Галич[англ.]
- 2015—2018 — Мирсад Чеман[англ.][3]
- с 2018 — Златко Кнежевич[англ.][4]

## Юрисдикция
Основной задачей Конституционного суда является защита конституции и проверка на соответствие ей различных правовых актов.
Конституционный суд обладает исключительной юрисдикцией по решению любых споров, возникших между составными частями Боснии и Герцеговины (энтите́тами), а также между непосредственно самим государством и его составными частями, в том числе между различными органами и учреждениями Боснии и Герцеговины, если такой спор затрагивает положения конституции. Суд нацелен, в первую очередь, следить за деятельностью составных частей Боснии и Герцеговины, чтобы они при принятии различных решений на местном уровне не выходили за рамки конституции. Особо проверяется внешняя политика энтитетов Боснии и Герцеговины при установлении различных отношений с каким-либо суверенным государством (конституция это разрешает), чтобы такие связи не нарушали суверенитет и территориальную целостность страны.
У Конституционного суда также существует своеобразное полномочие. В случае, если Палата народов Парламентской Ассамблеи Боснии и Герцеговины при решении определённого вопроса, затрагивающего важные интересы государства зашла в тупик и не может соответствующим образом проголосовать, ввиду того, что какая-либо из народностей воспользовалась правом вето — это означает, что решение вопроса заблокировано. Тогда в этом случае Конституционный суд может самостоятельно рассмотреть данную ситуацию и вынести окончательное решение в соответствии с мнением большинства делегатов Палаты народов.

### Апелляционная инстанция
Конституционный суд вправе в апелляционном порядке пересматривать решения любых других судов Боснии и Герцеговины, если они каким-либо образом касаются положений конституции. Получается, что он является для них высшей судебной инстанцией. При пересмотре дел, он либо сам заново рассматривает вопрос по существу и принимает окончательное решение, либо просто отменяет оспариваемое решение и направляет его обратно в вынесший суд для возобновления судебного разбирательства. Суд, решение которого было отменено обязан принять другое решение в соответствии с юридическим заключением Конституционного суда.
Заявители, которые считают, что приговор или иное решение любого суда нарушают их права и свободы, имеют право подать апелляцию только после того, как все средства правовой защиты были исчерпаны и, если вопрос никаким иным образом, кроме как обращения в Конституционный суд, решён быть не может.
Если решение какого-либо суда основано на законе, который противоречит конституции,Европейской конвенции о защите прав человека и основных свобод и её протоколам, другим законам Боснии и Герцеговины, в том числе существующей общей норме международного публичного права и её сфере действия, то Конституционный суд может безоговорочно признать такое решение недействительным.

### Решения
Решения Конституционного суда окончательны, обязательны в исполнении для всех сторон и обжалованию не подлежат. Вместе с тем обеспечение исполнения решений суда на практике наталкивается на серьёзные трудности. Это связано, прежде всего, с тем, что единые федеральные органы Боснии и Герцеговины не обладают столь существенной властью и не могут повлиять на государственные органы энтитетов, которые не желают исполнять определённые решения Конституционного суда в ущерб своим национальным интересам.